# مانوسولفان
مانوسولفان(به انگلیسی: Mannosulfan) (INN) یک عامل آلکیله کننده است که پتانسیل درمان سرطان را دارد. این دارو توسط FDA ایالات متحده برای درمان سرطان تأیید نشده‌است. تحقیقات نشان می‌دهد که سمیت آن کمتر از آلکیل سولفونات بوسولفان است.